# Yarm
Yarm är en stad och en civil parish i kommunen Borough of Stockton-on-Tees i North Yorkshire i England. Orten har 8 384 invånare (2011). Staden nämndes i Domedagsboken (Domesday Book) år 1086, och kallades då Gerou/Iarun/Larun.